# 경주시 (1958년 선거구)
경주시는 대한민국의 옛 국회의원 선거구이다. 당시 경상북도 경주시 지역을 관할했다.

## 역사
1955년 9월, 경주군 경주읍·내동면·내남면 일부(탑리)·천북면 일부(황성리·동천리·용강리)가 경주시로 승격되었다. 이에 제4대 국회의원 선거를 앞두고 경주시 전 지역을 관할하는 선거구로 신설되었다.
제6대 국회의원 선거를 앞두고 월성군 갑, 월성군 을 선거구와 통합되어 경주시·월성군 선거구를 이루게 됨에 따라 폐지되었다.

## 역대 국회의원
| 선거   | 정당 | 정당   | 의원   |
| ------ | ---- | ------ | ------ |
| 1958년 |      | 무소속 | 안용대 |
| 1960년 |      | 민주당 | 오정국 |

## 역대 선거 결과

### 대한민국 제4대 국회의원 선거
|  | 29.30% |

|  | 24.12% |

|  | 19.29% |

|  | 14.98% |

|  | 9.46% |

|  | 2.82% |

### 대한민국 제5대 국회의원 선거
|  | 32.77% |

|  | 25.25% |

|  | 15.19% |

|  | 14.79% |

|  | 8.11% |

|  | 3.86% |

|  | 0% |